# Мехер Баба
Мехер Баба (деванагари: मेहेर बाबा; имя при рождении — Мерван Шериар Ирани; 25 февраля 1894 — 31 января 1969) — индийский мистик, духовный учитель и писатель, публично провозгласивший себя «аватаром века» в 1954 году.

## Биография
Родился в семье парсов (индийских зороастрийцев иранского происхождения). В детстве не проявлял особого интереса к духовным наукам. Однако, в 19-летнем возрасте у него произошла короткая встреча с мусульманской святой Хазрат Бабаджан, которая явилась причиной его духовного возрождения. В течение нескольких месяцев он контактировал ещё с четырьмя духовными лицами, включая Бабаджан, которых он называл «Духовными Мастерами». До начала своей публичной деятельности, он провёл семь лет духовного обучения с одним из пяти духовных мастеров — Упасни Махараджем. Имя Мехер Баба, означающее «Сострадательный Отец», было дано ему его первыми последователями.
Начиная с 10 июля 1925 года, Мехер Баба на протяжении 44 лет жизни сохранял молчание и общался с помощью алфавитной доски и уникальной жестикуляции руками. Он проводил много времени со своими учениками в длительном уединении, часто соблюдая пост. Между своими уединениями Мехер Баба путешествовал, проводил публичные собрания, занимался благотворительностью, в том числе работал с прокажёнными, бедняками и умственно отсталыми людьми.
В 1931 году он несколько раз посещал Запад, собрав вокруг себя много последователей. В течение сороковых годов он работал с загадочным типом людей, о которых он отзывался как о «духовно продвинутых душах». Начиная с 1949 года, он путешествовал «инкогнито» с несколькими «избранными» им учениками вокруг Индии, называя этот период своей жизни «Новой Жизнью». 10 февраля 1954 года Мехер Баба провозгласил себя аватаром, воплощением Бога в человеческой форме.
После страданий, перенесённых им в результате автомобильных катастроф в США в 1952 году и в Индии в 1956 году, его способность передвигаться значительно ограничилась. В 1956 году он пригласил своих западных последователей в Индию на «массовый даршан», называемый «западно-восточным собранием». Озабоченный возрастающим потреблением ЛСД и других сильнодействующих наркотиков, в 1966 году Мехер Баба собрал окружающих его поклонников, говоря о том, что злоупотребление ими не приносит реальной пользы.

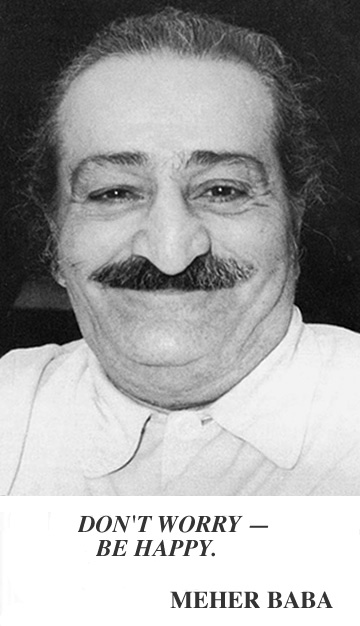
Don't Worry, Be Happy

Несмотря на ухудшение здоровья, он продолжал свою «всемирную работу», которая включала в себя пост, уединение и медитацию, вплоть до своей смерти в январе 1969 года. Его самадхи (гробница) в Мехерабаде стало местом международного паломничества. Пит Таунсенд из группы The Who, ставший последователем Бабы, посвятил ему рок-оперу Tommy (1969), а его известное высказывание «Не беспокойся, будь счастлив» (Don't Worry, Be Happy) было популяризовано на эзотерических игральных картах и постерах, а также одноимённой песней Бобби Макферрина (1988).

## Сочинения
- Мехер Баба Всё и ничто. Переводчик Д. Слабко. — СПб.: «Весь», 2002. — 128 с. — ISBN 5-94435-221-3.
- Мехер Баба Лучи света на духовную панораму. — Киров: «Айкья», 2010. — ISBN 978-5-9902389-1-6.
- Baba, Meher Discourses. — Myrtle Beach, S.C.: Sheriar Foundation, 1995. — ISBN 1-880619-09-1.
- Baba, Meher God in a Pill? Meher Baba on L.S.D. and The High Roads. — Sufism Reoriented, Inc., 1966.
- Baba, Meher God Speaks. — Walnut Creek, California: Sufism Reoriented, 1997. — ISBN 0-915828-02-2.
- Baba, Meher Silent Master. — Spartacus Educational Publishers, 1989. — ISBN 0-948867-25-6.